# Сражение у Красного Кута
Сражение у Красного Кута — сражение Северной войны, состоявшееся 10 (21) февраля 1709 года (11 февраля по шведскому календарю) у украинского селения Красный Кут между русскими и шведскими войсками, в ходе которого едва избежал пленения шведский король Карл XII.

## Предыстория
В ходе своего Русского похода в конце 1708 года шведский король Карл XII расположил армию на квартирах в районе Ромны, Гадяч, Прилуки и Лохвица, где Мазепа заблаговременно собрал большие продовольственные запасы. Штаб короля был в Ромнах; остальные пункты были заняты гарнизонами, обеспечивавшими спокойный отдых остальных войск. Это охранение было тем более необходимо, что район, занятый шведскими войсками, был со всех сторон окружён русскими отрядами.
Нападения Петра I на район расквартирования шведов заставили Карла XII овладеть Веприком, который служил точкой опоры для набегов русской конницы. 6 (17) января 1709 года шведы после кровопролитного штурма захватили Веприк, но русская конница продолжала тревожить противника. Вследствие этого Карл XII решил оттеснить русских на восток и, чтобы поставить между ними и собою серьёзную преграду, опустошить район по левому берегу реки Ворсклы. Выполняя намеченный план, Карл XII 27 января (7) февраля занял Опошню, 28 января (8) февраля — Котельву.
Получив сведения о наступлении шведов, Пётр I, находя ещё преждевременным ввязываться в генеральное сражение, приказал: 3 пехотным полкам остаться в Ахтырке и приготовиться к обороне; конному отряду генерал-лейтенанта К. Э. Ренне (10 драгунских полков) перейти из Ахтырки в направлении Белгорода.
8 (19) февраля Карл XII выступил из Котельвы в направлении к Ахтырке и сделав 15 вёрст, достиг деревни Хухры. Не предполагая продолжать своё наступление вглубь России и довольствуясь уже достигнутыми результатами, Карл XII решил вернуться за Ворсклу, начав попутно опустошение местности, прилегавшей к Ворскле. Высланная им 9 (20) февраля разведка выяснила, что Ахтырка занята тремя русскими пехотными полками и что русская конница перешла в Красный Кут. В виду этого Карл XII наметил для возвращения на правый берег Ворсклы кружный путь через Красный Кут, что облегчало снабжение шведской армии продовольствием из местных средств, приводило к опустошению более обширного района и, кроме того, давало возможность отодвинуть ещё далее на восток нашу конницу, перешедшую в Красный Кут.

## Ход сражения
10 (21) февраля Карл XII выступил из Хухры против Ренне. Подойдя к Красному Куту, король, находившийся впереди со своею кавалерией, атаковал построившийся за этим местечком в боевой порядок русский авангард (2 драгунских полка генерала Шаумбурга) и вынудил его к отступлению по направлению к Городному, где был Ренне с остальными драгунскими полками. Ренне спешил часть отряда и поставил её за засекою во рву, южнее Городного, а другую, большую часть расположил севернее селения. Между тем разгорячённая преследованием быстро отступавшего русского авангарда шведская кавалерия по мере приближения к Городному растягивалась в глубину и теряла порядок: часть полков опередила главные силы и следовала на плечах отступавших, другая часть отстала и могла подойти к Городному лишь с большим запозданием. Впереди шведской кавалерии двигался король с драбантами и 2 драгунскими полками (Дюкера и Таубе).
Карл XII совершенно забыл о своих обязанностях полководца и, пользуясь удобным случаем, спешил проявить в глазах своих войск пример личной неустрашимости. Приблизившись к Городному и желая охватить русских с обоих флангов, он разделил идущие впереди войска на две части: один драгунский полк составил правую колонну и был направлен южнее селения, а второй полк и драбанты под личным командованием Карла составили левую колонну и двинулись в обход селения с севера.
Правая колонна внезапно наткнулась на устроенную Ренне засаду и пришла в расстройство, а прибывшие к русским на помощь несколько эскадронов дали возможность немедленно перейти к преследованию отхлынувшего противника и гнать его вплоть до Красного Кута. Такая же неудача постигла и левую колонну, пытавшуюся атаковать правый фланг русских войск. Шведы, пришедшие в беспорядок, бежали к Красному Куту, оставив короля, увлёкшегося рукопашным боем, с небольшой кучкою драбантов. Будучи отрезанным от своих, Карл XII был вынужден искать спасения на соседней мельнице.
Майор русской службы немец Вальтер фон Бок предложил расстрелять краснокутскую мельницу прямой наводкой из трофейных шведских пушек. Однако генерал Ренне отказался расстреливать шведского короля, сказав: «того не позволяет честь русская», за что позднее удостоился похвалы Петра I.
Наступившая темнота и полученные Ренне тревожные донесения о приближении к Городному всей шведской армии заставили его вечером 10 февраля отдать приказ об отступлении к Богодухову. Счастье на этот раз помогло Карлу XII избежать плена.
Вырученный из окружения генералом К. Г. Крузе, шведский король сразу же перешёл в контрнаступление и гнал русских до Городного. 659 русских кавалеристов погибли по дороге от Краснокутска до Городного и ещё 115 — на улицах Городного, где «его величество ворвался в середину русских». Все убитые «были пронзены шпагами драбантов». Шведы же потеряли 132 человека убитыми и ранеными. По другим данным, потери русской армии составили свыше 1000 человек убитыми и ранеными, а шведские войска лишились нескольких сотен человек убитыми и ранеными.

## Последствия
А. Б. Широкорад пишет, что «Сражение вызвало если не панику, то большое смущение в ставке русского царя в Белгороде. Пётр I оставил армию и отправился в Воронеж укреплять город».
Однако 13 (24) февраля неожиданно наступила оттепель, разлились реки, и Карл XII отступил в Гетманщину.
Князь Б. И. Куракин так оценил исход кампании в Слободской Украине: «неприятель…, поворотясь, и со всем своим большим корпусом войск был во всю зиму аж до полой воды всегда в акциях с корпусом войск под командою его светлости кн. Меншикова, как сначало помяну, в Груне — с полковником Шевалее, под Опошнею — с генералом маиором Шамбурхом, в Красном Куте — с ним же, Шамбурхом, в Городном — с генералом порутчиком Реном, где с великим потерянием и стыдом отшёл, и потом стала вода великая…».
Перед отступлением Карл XII приказал, «в устрашение скифам и для опровержения сомнений в неодолимости шведской армии», сжечь Красный Кут, а мирных жителей выгнать на мороз раздетыми. Многие краснокутцы (в основном старики, женщины и дети, так как краснокутская сотня была в армии), названные «скифами», не имея, где укрыться, «поморозились». Многие умерли.
Сразу после битвы при Красном Куте, 22 февраля 1709 года, когда король Швеции Карл 12 чуть не погиб либо не попал в плен, он впервые согласился обсудить с Петром Первым возможность мира и послал личного представителя в штаб русских войск. Переговоры ничем не закончились.
После завершения переговоров шведский представитель передал русским личную просьбу Карла: «его войска не могут обеспечить себя провиантом, многие солдаты больны, а поляки-союзники просят за поставки непомерно дорого, а потому он был бы благодарен, если бы русские нашли возможность продать шведским фуражирам зерно, вино и необходимые лекарства, а также сколько возможно пороха и свинца, но по разумной, умеренной цене».
Царь не стал вооружать противника, но бесплатно накормил и напоил его: сразу отправил шведам три обоза зерна, обоз вина и «три колымаги разного аптекарства, …во имя людского к болящим соболезнования и Господней милостыни».